# Saltoposuchus
Saltoposuchus (gr. "cocodrilo saltador") es un género extinto, todavía bastante controvertido, hoy en día clasificado dentro del grupo de los crocodilomorfos, que vivió durante el Noriense (Triásico Superior) en Europa. De pequeño tamaño (alrededor de 1 metro), bípedos y terrestres, fue considerado durante mucho tiempo como un ancestro de los dinosaurios al tener un diseño corporal que recuerda a los clásicos arcosaurios terópodos de caminar bípedo. Actualmente se considera que Saltoposuchus pertenece probablemente a un grupo de primitivos crocodilomorfos, y uno de los primeros vertebrados bípedos, anterior a los terópodos, considerados clásicamente como el grupo que había perfeccionado la postura bípeda.
Existe la hipótesis de que Saltoposuchus pudiera ser un error de determinación y que realmente no fuesen más que formas juveniles de Terrestrisuchus.
Para complicar más las cosas, existe un género de dinosaurios con un nombre similar, Saltopus, que ha provocado numerosos errores de denominación.